# Animal Crossing (videojuego)
Animal Crossing, conocido en Japón como Dobutsu no Mori (どうぶつの森 lit. "Bosque de los animales"?) en Japón, es un videojuego de simulador de vida desarrollado y publicado por Nintendo para la videoconsola Nintendo GameCube en el año 2001.
Es el primer videojuego de la franquicia Animal Crossing, tratándose de una versión mejorada del título Dōbutsu no Mori (どうぶつの森 lit. "Bosque de los animales"?) de Nintendo 64, lanzado el mismo año exclusivamente en Japón. Posteriormente fue lanzada otra versión mejorada: Dōbutsu no Mori e+ (どうぶつの森 e+ lit. "Bosque de los animales e+"?), en exclusiva para Japón en el año 2003.
Animal Crossing es un Videojuego no lineal y sin final en el que un ser humano se muda a un pueblo habitado por animales antropomórficos. El objetivo del juego es ahorrar dinero para pagar la hipoteca del hogar del jugador. Ello requiere coleccionar materiales naturales y venderlos. El jugador puede participar en la vida diaria del pueblo, interaccionar con los vecinos, asistir a eventos y contribuir al desarrollo del pueblo. La localización occidental del videojuego se diferencia mucho de la versión japonesa del juego, principalmente en lo que respecta a referencias culturales y días festivos, siendo estos adaptados a los de sus respectivas regiones.
El juego fue originalmente concebido como una aventura de rol donde la acción se desarrollaría en mazmorras. Sin embargo, el desarrollo se estancó ante el fracaso del periférico Nintendo 64DD, lo que llevó a su diseñador Katsuya Eguchi a cambiar el género del videojuego a uno de simulación que abarcase las temáticas de la familia, la amistad y la comunidad así como permitir a los jugadores desarrollar un pueblo virtual. Eguchi también quería crear un videojuego que se dirigiera a una mayor audiencia, especialmente a aquella poco familiarizada con los videojuegos.
Animal Crossing fue un éxito crítico y comercial tanto en Japón como a nivel internacional. Las críticas alabaron la jugabilidad inusualmente inmersiva y adictiva del título, resaltando la falta de elementos estresantes. Las críticas se centraron en sus gráficos desactualizados y un diseño artístico simple. El juego es considerado uno de los primeros ejemplos de videojuegos casuales y marcó el inicio de la franquicia del mismo nombre, que creció de popularidad con el paso de sus entregas.

## Desarrollo
El juego fue desarrollado por Nintendo EAD con un equipo con poca experiencia liderado por Katsuya Eguchi, Hisashi Nogami y Takashi Tezuka, este último cocreador de Super Mario. El grupo se había unido tras el lanzamiento de Yoshi's Story en 1997. Animal Crossing fue concebido inicialmente como un videojuego para Nintendo 64DD, gracias a su reloj en tiempo real y sus disquetes de 64MB. Debido a los continuos retrasos de Nintendo 64DD y su posterior cancelación, el desarrollo del juego se trasladó a Nintendo 64, usando el cartucho Game Pak, que era el único que tenía integrado un reloj en tiempo real, y un Controller Pak para guardar el progreso. Kazumi Totaka trabajó como director de sonido. Kenta Nagata compuso la música de fondo en exteriores, Toru Minegishi en interiores y Shinobu Tanaka en los eventos.
Animal Crossing fue finalmente lanzado como Dōbutsu no Mori (どうぶつの森 lit. "Bosque de los animales"?) en Japón el 14 de abril de 2001 para Nintendo 64. Fue el último juego que Nintendo desarrolló para dicha videoconsola, y el antepenúltimo lanzado en Japón. Esta versión no llegó a venderse fuera del país.
El juego fue lanzado para Nintendo GameCube bajo el nombre de Dōbutsu no Mori+ (どうぶつの森+ lit. "Bosque de los animales +"?) el 14 de diciembre de 2001 en Japón, tan solo ocho meses después de su lanzamiento original en Nintendo 64. Esta versión posee características adicionales que se quedaron fuera de la versión de Nintendo 64, y usa el reloj interno de la consola Nintendo GameCube. Su precio original fue de 7 140 yenes y vendió 92 568 copias en su primera semana en Japón.
Cuando Nintendo decidió lanzar el videojuego en occidente, éste tuvo que pasar por un inmenso proyecto de localización. No solo se tuvo que traducir y adaptar el videojuego desde la versión japonesa, sino que los traductores Nate Bihidorff y Rich Amtower tuvieron que crear nuevos festivos y objetos exclusivos que encajaran mejor con la cultura occidental. El proceso de traducción duró seis meses, el mayor hasta entonces por parte de Nintendo of America. El juego fue lanzado bajo el nombre de Animal Crossing: Population: Growing! en Estados Unidos y Canadá el 16 de septiembre de 2002.
Tras el lanzamiento de Animal Crossing en Norteamérica, la división japonesa de Nintendo estaba tan impresionada con el trabajo de localización que decidieron añadir todas las mejoras de la versión americana a la versión japonesa, lo que dio lugar al lanzamiento de Dōbutsu no Mori e+ (どうぶつの森 e+ lit. "Bosque de los animales +"?) el 27 de junio de 2003 con 91 658 copias vendidas en su primera semana. Esta versión, la más grande en cuanto a contenido, fue de nuevo lanzada únicamente en Japón.
El gran contenido del juego hizo que el lanzamiento del videojuego se demorara mucho más tiempo en Europa, donde debía ser traducido y localizado al alemán, francés, español e italiano. Finalmente el videojuego fue lanzado en Europa el 24 de septiembre de 2004, dos años después de la versión norteamericana en la que se basa. En castellano, el juego recibió el nombre de Animal Crossing: Población: ¡En aumento!

## Jugabilidad
Animal Crossing es un videojuego de simulación social de carácter no lineal. El jugador puede vivir una vida virtual y realizar una serie de tareas que por lo general, no suelen ser obligatorias. Los jugadores asumen el rol de un nuevo vecino en el pueblo. El género y la apariencia del personaje dependerán de las respuestas dadas al inicio del videojuego en una escena con el personaje Fran, a quien el jugador conoce en el tren que le lleva al pueblo.
Hay varias tareas que el jugador puede completar con el objetivo de alcanzar varias metas dentro del juego. El videojuego se juega en tiempo real, usando el reloj interno de Nintendo GameCube para mantener el paso del tiempo incluso cuando no se juega. Se celebran muchos eventos de la vida real y festividades a lo largo del año, tales como Halloween o Navidad. También se celebran actividades menores de una manera más regular, como torneos de pesca. 
Cuando los jugadores terminan de jugar, deben hablar a su Giroide, una criatura al lado de su casa, para guardar su progreso. Si el jugador apaga o reinicia su consola antes de guardar, lo conseguido en dicha partida se pierde, pero el resto se mantiene igual. Como medida disuasoria, se introduce al personaje Rese T. Ado, que da una larga charla al jugador para evitar dicho comportamiento.
Uno de los principales objetivos del videojuego es ampliar el tamaño del hogar al máximo. La casa del jugador es el lugar donde se podrán ubicar todos los muebles comprados u obtenidos durante el juego. La casa en sí puede personalizarse de varias maneras, entre las que se incluyen el color del tejado, los muebles, la música, las paredes y el suelo. La personalización del hogar tiene una mecánica extra gracias al concurso de la Academia de Artes Decorativas.
Tom Nook, un tanuki en la versión japonesa y un mapache en las occidentales, es el propietario de la tienda local. Al inicio del juego, Tom entrega al jugador su primera vivienda con una hipoteca de 19 800 bayas (la moneda del juego). Después de pagar la deuda, parte de la cual se consigue realizando trabajos temporales en la tienda de Nook, la casa se expande, dando lugar a otra deuda con Tom Nook varias veces a lo largo del juego. En la tienda de Tom Nook se pueden vender casi todos los objetos presentes en el videojuego, lo que permitirá al jugador pagar sus deudas y comprar otros objetos. Con el uso continuado de la tienda, esta también se reformará y se expandirá.
Otros locales presentes son la tienda de las Hermanas Manitas, donde los jugadores pueden comprar o diseñar ropa; la  Comisaría, donde el jugador puede recuperar objetos perdidos; y el Museo, donde se pueden donar fósiles, cuadros, peces e insectos para que sean puestos en exposición.
El pueblo cuenta originalmente con seis vecinos, número que se va incrementado hasta los quince. Los vecinos pueden decidir marcharse del pueblo, en cuyo caso son sustituidos por un nuevo vecino. Todos los vecinos son animales y tienen un hogar que el jugador puede visitar. Los vecinos tienen un amplio repertorio de interacciones con el jugador, como conversaciones, intercambio de objetos, solicitudes, cartas...

## Juegos de NES
En Animal Crossing es posible desbloquear juegos de la consola NES. Los juegos de NES que pueden ser desbloqueados y jugados posteriormente son:
| Juego                | Doubutsu no Mori | Doubutsu no Mori+ | Animal Crossing / Doubutsu no Mori e+ |
| -------------------- | ---------------- | ----------------- | ------------------------------------- |
| Balloon Fight        | Sí               | Sí                | Sí                                    |
| Baseball             | No               | Sí                | Sí                                    |
| Clu Clu Land         | Sí               | Sí                | Sí                                    |
| Clu Clu Land D       | No               | Sí                | Sí                                    |
| Donkey Kong          | Sí               | Sí                | Sí                                    |
| Donkey Kong Jr.      | No               | Sí                | Sí                                    |
| Donkey Kong Jr. Math | Sí               | Sí                | Sí                                    |
| Donkey Kong 3        | No               | Sí                | Sí                                    |
| Excitebike           | No               | No                | Sí                                    |
| Golf                 | Sí               | Sí                | Sí                                    |
| Gomoku Narabe Renju  | No               | Sí                | No                                    |
| Mahjong              | No               | Sí                | No                                    |
| Pinball              | Sí               | Sí                | Sí                                    |
| Punch-Out!!          | No               | Sí                | Sí                                    |
| Soccer               | No               | No                | Sí                                    |
| Tennis               | Sí               | Sí                | Sí                                    |
| Wario's Woods        | No               | Sí                | Sí                                    |